# Fácánkert megállóhely
Fácánkert megállóhely egy Tolna vármegyei vasúti megállóhely Fácánkert községben, a MÁV üzemeltetésében. A faluközpont északi részén található, az 51 164-es számú mellékút vasúti keresztezése mellett.

## Vasútvonalak
A megállóhelyet az alábbi vasútvonalak érintik:
- Rétszilas–Bátaszék-vasútvonal

## Kapcsolódó állomások
A megállóhelyhez az alábbi állomások vannak a legközelebb:
- Tengelic megállóhely (Rétszilas–Bátaszék-vasútvonal)
- Tolna-Mözs vasútállomás (Rétszilas–Bátaszék-vasútvonal)

## Forgalom
| Járat             | Útvonal | Gyakoriság                    |
| ----------------- | --- | ----------------------------- |
| személyvonat      | Sárbogárd – Rétszilas – Cece – Vajta – Nagydorog – Tengelic – Fácánkert – Tolna-Mözs – Szekszárd-Palánk – Szekszárd – Őcsény – Decs – Bátaszék (– Alsónyék – Pörböly – Baja) | Napi 3 pár                    |
| személyvonat      | Nagydorog → Tengelic → Fácánkert → Tolna-Mözs → Szekszárd-Palánk → Szekszárd                                                                                                 | Munkanapokon 1 Szekszárd felé |
| személyvonat      | Decs → Őcsény → Szekszárd → Szekszárd-Palánk → Tolna-Mözs → Fácánkert → Tengelic → Nagydorog                                                                                 | Munkanapokon 1 Nagydorog felé |
| Gemenc InterRégió | Székesfehérvár – Belsőbáránd – Sárbogárd – Cece – Vajta – Nagydorog – Tengelic – Fácánkert – Tolna-Mözs – Szekszárd – Őcsény – Decs – Bátaszék – Alsónyék – Pörböly – Baja   | 2 óránként                    |